# Al Fakher
Al Fakher (arabisch الفاخر al-Fāchir, DMG al-Fāḫir; deutsch: Das Ausgezeichnete) ist ein Hersteller von aromatisiertem Tabak zur Verwendung in Wasserpfeifen. Al Fakher ist die größte Tochtergesellschaft von Al Eqbal Investments Co PLC, die ihren Sitz in Amman (Jordanien) hat und an der Börse von Amman gelistet ist.

## Geschichte
Das Unternehmen wurde 1999 gegründet und 2006 von Al Eqbal Investments Co PLC übernommen.
Im Mai 2017 wurde Des Naughton, ehemaliges Vorstandsmitglied von British American Tobacco PLC und Geschäftsführer von Nicoventures, dem Produzenten der E-Zigarette Vype, zum CEO von Al Fakher for Tobacco Trading and Agencies ernannt.
Des Naughton löst den langjährigen CEO Samer Fakhouri ab. Während seiner elfjährigen Amtszeit als CEO beaufsichtigte Samer Fakhouri die Expansion der internationalen Exporte von 20 Länder auf 85 Länder.

## Standorte
Die globale Konzernzentrale von Al Fakher befindet sich in den Vereinigten Arabischen Emiraten; das Unternehmen betreibt außerdem Werke in Polen, Ägypten und den Vereinigten Arabischen Emiraten. In Deutschland, der Türkei, UK und Kalifornien und Texas in den Vereinigten Staaten hat Al Fakher juristische Einheiten für Vertriebs- oder Verwaltungszwecke gegründet.

## Produkte
Al Fakher stellt 22 verschiedene aromatisierte Shisha-Tabakprodukte her. Die Produkte werden in 85 Länder exportiert. Die Shisha-Tabakprodukte von Al Fakher bestehen aus einer Mischung aus fein geschnittenen Tabakblättern, Shisha-Tabak und lebensmittelechten Aromastoffen.